# WCIT 2019
El Congreso Mundial de Tecnología de la Información - WCIT 2019 es uno de los eventos de tecnología de la información y las comunicaciones (TIC), más grande y prestigioso del mundo, el cual tendrá lugar del 6 al 9 de octubre de 2019 en Ereván, capital de Armenia. 
El 23º Congreso Mundial sobre TI presenta debates relacionados con la evolución de la era digital. Incluye sesiones sobre temas que van desde inteligencia artificial, realidad virtual, ciudades inteligentes hasta ciberseguridad, y cambio climático.
El Congreso Mundial de 2019 contará con más de 2000 delegados de 70 países, con más de 31 organizaciones patrocinadoras.

## Visión general

### Antecedentes
El Congreso ha sido organizado desde 1978 por la Alianza Mundial de Tecnología de la Información y Servicios (WITSA) y se llevaba a cabo cada dos años en diferentes países. Desde 2017 se reúne anualmente. 
WCIT es el evento de TI más grande del mundo y reúne a gerentes de compañías líderes, jefes de universidades y centros de investigación, así como a máximos representantes de organismos mundiales y entes gubernamentales. Para esta edición, se espera la asistencia de más de 2,000 delegaciones, y 50 expositores, en total.

### WCIT 2019 eventos y programas

#### Domingo, octubre 6
Celebración previa a la apertura: el primer concierto de música con Inteligencia Artificial del mundo, así como la actuación del DJ neerlandés Armin Van Buuren en la Plaza de la República.

#### Lunes, octubre 7
Sesiones sustantivas y discurso inaugural de la CMTI 2019.

#### Martes, octubre 8
Sesiones sustantivas y sesión ministerial. 

#### Miércoles, octubre 9
Sesiones sustantivas en genómica.

## Oradores
Entre los oradores destacados se encuentran líderes reconocidos internacionalmente, tanto a nivel de gobierno como de la industria.

#### Empresarial
- Alexander Yesayan, Presidente de la Unión de Empresas de Tecnología Avanzada
- Yvonne Chiu, Presidente de la Alianza Mundial de Tecnología de la Información y Servicios

#### Gubernamental
- Nikol Pashinyan, Primer ministro de la República de Armenia

#### Academia/Medios de comunicación/Otros
- Kim Kardashian,Personalidad de los medios estadounidenses, empresaria, socialité, modelo y actriz.
- Serj Tankian, Músico armenio-estadounidense, cantante, compositor, multiinstrumentista, productor discográfico, poeta y activista político.

## Patrocinadores
- El Gobierno de la República de Armenia
- Alianza Mundial de Tecnología de la Información y Servicios
- Unión de empresas de tecnología avanzada